# Gods and Generals
Gods and Generals è un film drammatico di guerra americano del 2003 scritto e diretto da Ronald F. Maxwell. È un adattamento del romanzo del 1996 omonimo di Jeffrey Shaara e prequel del film di Maxwell del 1993, Gettysburg, con Jeff Daniels nei panni del tenente colonnello Joshua Chamberlain, Stephen Lang nei panni di Stonewall Jackson e Robert Duvall nel ruolo del generale Robert Edward Lee. È uscito il 21 febbraio 2003 negli Stati Uniti, ma non ha mai avuto una localizzazione italiana.

## Trama
Il colonnello Robert E. Lee si dimette dall'esercito dell'Unione, mentre il sud se ne separa, portando entrambe le parti a prepararsi per la guerra. Il maggiore Jackson, un professore al Virginia Military Institute di Lexington all'inizio della guerra, si lascia la sua famiglia alle spalle per combattere a Manassas Junction, e gli viene chiesto dal generale Barnard Bee, in ritirata, di fornire assistenza contro l'esercito nordista che li sta inseguendo dopo una breve sosta su Matthews Hill. Nel radunare le sue truppe sbandate, Bee lancia il nome di Stonewall nella storia e sotto il suo comando i Confederati sbaragliano i Nordisti a Henry House Hill, dove Jackson mantiene una rigida disciplina nelle sue file durante la battaglia nonostante subisca una ferita alla mano sinistra da un proiettile vagante.
Nel frattempo, Chamberlain passa da insegnante a ufficiale militare e fa esercitazioni con i suoi soldati, nel mentre che gli vengono insegnate le tattiche militari dal colonnello Adelbert Ames, il comandante del 20º Reggimento di Fanteria dei Volontari del Maine. Ben presto, viene chiamato a combattere nell'invasione di Fredericksburg, dell'Unione, il cui esercito, approfittando della ritirata sudista, attraversa il fiume e fa irruzione della città, che viene da loro saccheggiata. Fuori dalla città, Lee, James Longstreet e Jackson hanno preparato un'elaborata difesa su Marye's Heights fuori dalla città, e il film si concentra sulle difese confederate dietro un formidabile muro di pietra. Diverse brigate dell'Unione, compresa la Brigata Irlandese, tentano di attraversare un campo aperto e attaccare il muro, ma vengono respinte con pesanti perdite da parte del fuoco confederato di fucileria e artiglieria. A un certo punto, due unità irlandesi sono costrette a combattere l'una contro l'altra, per l'angoscia di un Irlandese Sudista che ritiene di stare uccidendo i suoi familiari. Chamberlain conduce un attacco senza successo contro le difese di Longstreet, guidate dal Generale di Brigata Lewis Armistead, e trova la sua unità bloccata in campo aperto. Chamberlin sopravvive proteggendosi con un cadavere fino al tramonto, e alla fine lui e i membri sopravvissuti del 20° Maine sono costretti a ritirarsi e passare 2 notti sul campo di battaglia, dormendo con i morti. Chamberlain e i soldati dell'Unione sconfitti partono da Fredericksburg, dove  ritornano Jackson e Lee; quest'ultimo da un cittadino, arrabbiato perché la sua casa è stata distrutta dall'artiglieria dell'Unione.
Jackson trascorre il resto dell'inverno in una piantagione locale della Moss Neck Manor, dove sviluppa un'amicizia con una ragazzina che vive lì. Più tardi, Jackson scopre che la piccola è morta per la scarlattina e inizia a piangere. Un soldato chiede perché piange per questa bambina ma non per le migliaia di soldati morti, e un altro soldato afferma che Jackson sta piangendo per tutti. Jackson è presto riunito con sua moglie e il figlio appena nato poco prima della Battaglia di Chancellorsville.
Fuori da Chancellorsville, Lee si rende conto che le truppe sudiste hanno di fronte forze nemiche in numero quasi doppio rispetto a loro. Jackson chiama il suo cappellano, Beverly Tucker Lacy, che conosce l'area, e gli chiede di trovare un percorso attraverso il quale le forze sudiste possano infiltrarsi in segreto. Jackson guida quindi le sue truppe in un attacco a sorpresa contro un impreparato 11º Corpo dell'Unione. Sebbene i suoi uomini inizialmente mandino in rotta gli avversari, si sparpagliano rapidamente nella mischia, e l'attacco di Jackson è in stallo. Mentre sta esplorando un percorso di notte, Jackson è sorpreso in terra di nessuno tra i 2 eserciti e gravemente ferito dai suoi stessi uomini, che avevano scambiato lui e il suo staff per la cavalleria dell'Unione. Durante la sua evacuazione, i suoi barellieri sono presi di mira dall'artiglieria e lasciano a terra Jackson, che viene quindi portato in un ospedale da campo dove gli viene amputato il braccio. Dopo che Lee osserva che mentre Jackson ha perso il braccio sinistro, lui (Lee) ha perso il suo "braccio destro", Jackson muore poco dopo di una polmonite che aveva contratto durante il recupero, e il suo corpo viene restituito a Lexington, accompagnato dai VMI Cadets e coperto dalla nuova bandiera Confederata.

## Accoglienza
Il sito web Rotten Tomatoes detiene un indice di gradimento dell'8%, mentre il sito web Metacritic lo ha votato con un 30 su 100, indicando un'accoglienza "generalmente sfavorevole". Stando al consenso critico generale di Rotten Tomatoes, è "pieno di personaggi bidimensionali e pomposa autorevolezza", ed è "una seduta lunga e tediosa. Alcuni saranno anche offesi dall'inclinazione pro-Confederazione." Il critico cinematografico Roger Ebert lo ha votato con 1.5 stelle su 4, descrivendolo come "un film sulla guerra civile che magari potrebbe piacere a Trent Lott", e ha dichiarato, riguardo ai suoi temi Lost Cause: "se la seconda guerra mondiale fosse presa in questo modo, sarebbe un inferno da pagare." Ne ha inoltre criticato per la colonna sonora e le "citazioni pietose".

## Altri media
Il film è stato fonte d'ispirazione per l'omonimo videogioco sparatutto storico in prima persona, sviluppato dalla Anivision Value e pubblicato dalla Activision il 1º marzo 2003 esclusivamente per il Nord America e solo per Microsoft Windows.
È inoltre citato nel romanzo la sedicesima luna di Kami Garcia e Margaret Stohl